# Hungarizmus
A hungarizmus 1930–1945 közötti magyar politikai ideológia, amely a nemzetiszocializmus helyi változataként jelent meg. Szálasi Ferenc vezetésével nyíltan irredenta, nacionalista és antiszemita mozgalom volt, amely a magyar politikai spektrum jobb szélén helyezkedett el.

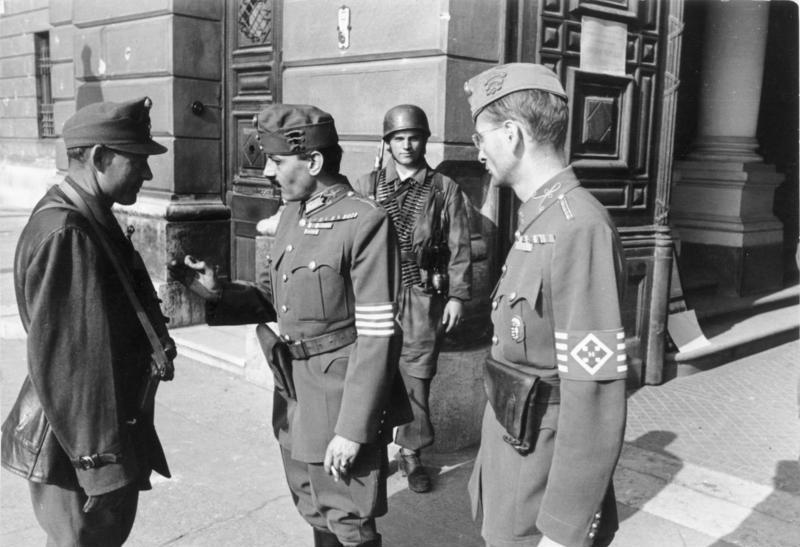
Nyilaskeresztes honvédtisztek 1944. október 16-án Budapesten.

A mozgalom a kispolgári tömegekre hatott, de minden réteget érintett. Mindenkit a nemzetközösségnek akart alárendelni, elvetette az egyén jogait. Fontos szerepet játszott benne a kereszténység által biztosított erkölcsi alap, de az egyház politikai szerepének növelését megtagadta. 1944-ben a Nyilaskeresztes Párt – mint a hungarizmus kidolgozója – került rövid időre (fél év) hatalomra.

## A hungarizmus ideológiája

### Helye a politikai palettán
Szálasi Ferenc, az eszme megalkotója a nemzetiszocializmus magyar gyakorlatának tekintette a hungarizmust, mely – bár rokon – nem egyenlő a német nácizmussal (hitlerizmus), sem az olasz fasizmussal vagy más nemzetiszocialista eszmékkel.
A hungarizmus a szélsőjobboldali eszmék közé tartozik, mivel antiszemita, antikommunista és szélsőségesen nacionalista. Ezen kívül jellemzőjük a magyar irredentizmus is, azaz egy magyar birodalom létrehozásának célja, a Történelmi Magyarország visszahozatala. Gazdaságpolitikájuk fő jellemzője a koncentrálás a mezőgazdaságra, az agrárpolitika.

## Története

### A hungarista hatalomátvétel előtt
A különböző „harmadikutas”, szándékaik szerint a jobboldaliságot (liberális kapitalizmus) és a baloldaliságot (kollektivista szocializmus) meghaladó „szintetista” (fasizmus, nácizmus, hungarista) irányzatok már az 1920-as években megjelentek Magyarországon, azonban ezek az értelmiség szűk csoportjának klubjai voltak. A gazdasági világválság, Mussolini és Hitler külföldi sikereinek hatására gombamódra szaporodni kezdtek e kezdeményezések az 1930-as évek elejétől.
A bethleni konszolidáció utáni helyzetben, a hatalomból kiszorult azon nacionalisták csoportja, akik egy radikális társadalmi megújításban gondolkodtak (meghaladva mind a forradalmi, mind az ellenforradalmi ideológiákat) kicsi, társadalmi hatásukban jelentéktelen csoportokat alkottak. Így alakult ki 1922-ben az első, nevében „nemzeti szocialista” párt. Alapítója Perley volt, aki különösebb eredményeket elérni nem tudott. Utána Szász Béla és Csomóss Miklós, a Wesselényi Reform Club tagjai alakítottak nemzetiszocialista pártot Szűts Istvánnal, szintén kevés eredménnyel. Egyesek iparkodtak (társadalmi bázis nélkül) „mozgalmi” jelleget kölcsönözni a Szász-Csomós-Szűts vezette mozgalomnak: a szociáldemokraták „Barátság!” köszöntése helyett a „Bátorság!” köszöntést használták; olasz mintára az ökölbe szorított baloldali köszöntés helyett a római köszöntést (rézsútosan föltartott jobb kéz) alkalmazták. Már ekkor föltűnt (Szűts javaslatára) a „zöld ing”, amely mintegy ellenpontja volt a szociáldemokraták félkatonai sportszervezete által használt „kék ingnek”. Jelvényük a kettős-kereszt volt, karddal ötvözve. A kettős-kereszt ekkor szinte mindegyik ellenforradalmi mozgalomban, pártban megjelent. 1931-ig a hazai nemzetiszocializmus nem tudott túlnőni egy vitatársaság keretein.

### A hatalomátvétel után

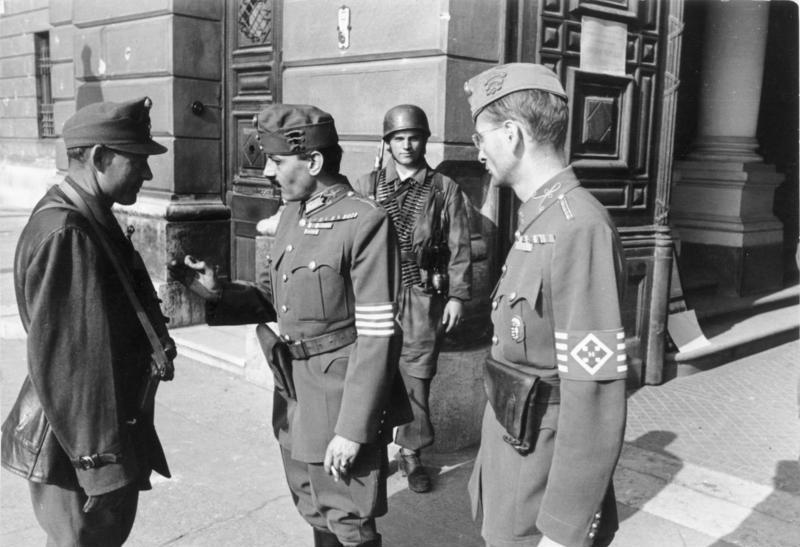
Nyilasok ellenőrzik a Honvédelmi Minisztériumot 1944. október 16-án

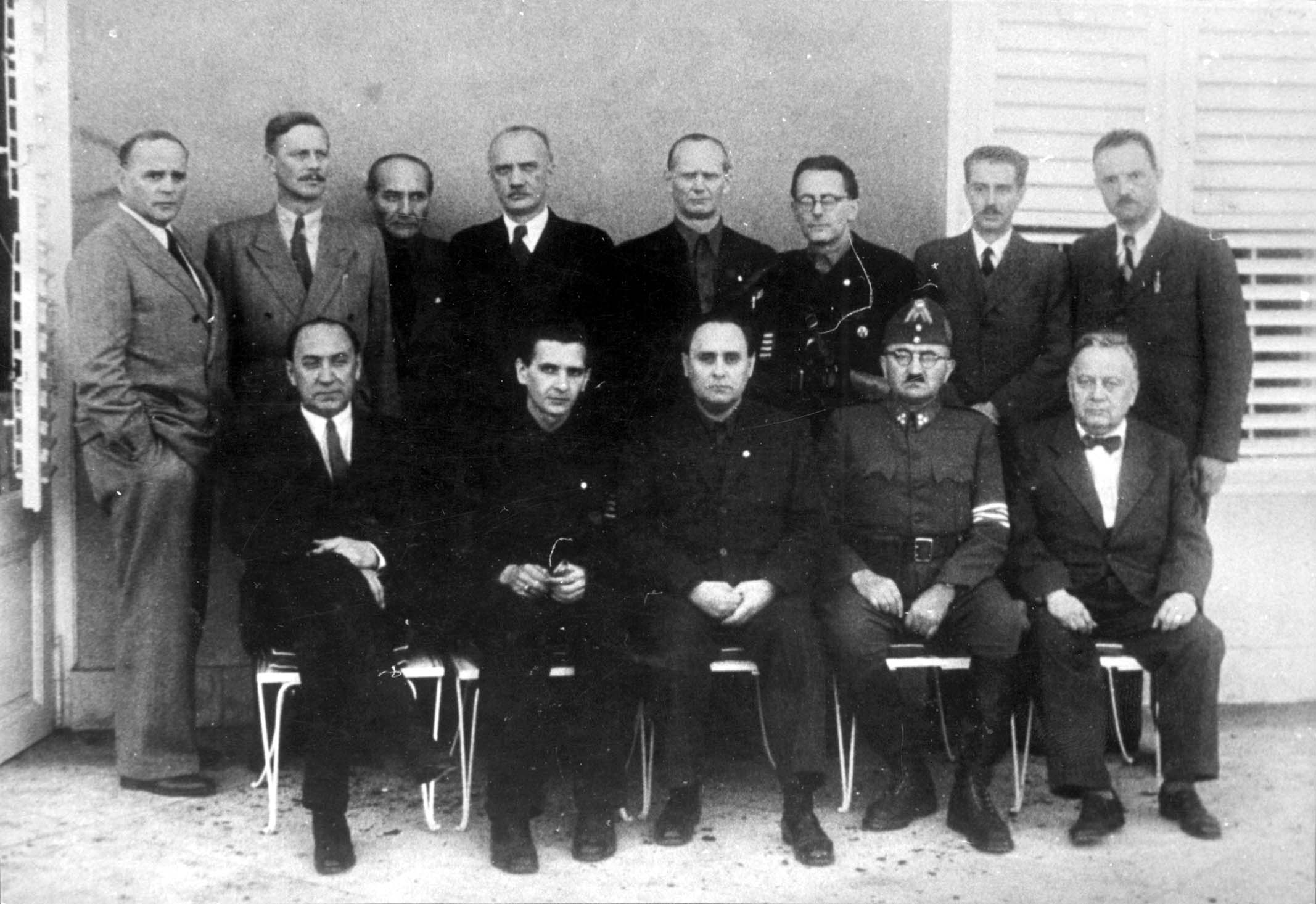
A Szálasi-kormány

1944-ben a Nyilaskeresztes Párt – Hungarista Mozgalom – mint a hungarizmus látható formációja („A mozgalom a lélek, a párt a test” – Szálasi) – került hatalomra, és rendeleti kormányzást vezetett be, statáriummal, amelyre jellemzőek voltak a törvénysértések, terror, különösen október 15-e után.
A hungarizmus gyilkos antiszemitizmusát olyanállítások mögé rejtette, hogy egyetértenek a cionizmussal abban, miszerint a zsidóságnak legyen önálló hazája; hogy elsősorban nem faji, vagy embertani sajátosságok, esetlegesen öröklött tulajdonságok miatt, hanem kulturális szempontból tekintették rossznak a zsidóság ittlétét.
A zsidók ellen elkövetett kínzásokat, tömeggyilkosságokat a hungaristák a háború után azzal igyekeztek „magyarázni”, hogy a „csőcselék” („zöld ár”) csatlakozott a mozgalomhoz, és ők követték el ezeket a bűnöket, nem pedig a meggyőződéses hungaristák. (Koós Kálmán könyve: Voltunk, vagyunk, leszünk. Ausztrália, 1960.)  
Egy nyilas (Kun András) így vallott a háború után:
Eleinte meg sem mertem nézni a kínzásokat, majd bekíváncsiskodtam a ’Védelem és Megtorlás’ szobájába, majd előcsúszott az első pofon, a második, míg végre a lejtőre lépve nem volt többé megállás… Bukásom leginkább akkor kezdődött, amikor az összes katonai és nyilas vezetőrétegek elhagyták a főváros területét és így fej nélkül maradva, fejetlenség lett úrrá felettünk. Ekkor szabadultak fel, szabad gyeplőszárra eresztve, a szunnyadó legvadabb indulatok, melyek alvófélben mindnyájunknak közös hagyatékai, éppúgy, mint a betegségek, melyekre való hajlamosságunk alapcsírái mindenkiben kivétel nélkül megvannak, csak alkalom kell rá, hogy a csírák életerőre kapjanak, míg végre dühöngő és romboló formát öltsenek. Azzal a különbséggel, hogy míg ezekre általában van orvosság, legalábbis megpróbálkoznak rá gyógyírt szerezni, a mi nagy betegségünkre már nem volt orvosság, mert eltávoztak az orvosok, a fejesek, akik durva kelevényeinket kioltották volna, akik irányváltoztatásra bírtak volna bennünket.
Szálasi a népbírósági perében tagadta, hogy tudott volna a zsidók tömeges meggyilkolásáról, és tagadta, hogy valóban nyilasok lettek volna a tettesek:
Eljáró rendőrtisztnek arra a kérdésére, hogy a zsidók elleni atrocitásokat miért a Nyilaskeresztes Párt tagjainak rétegéből követték el, azt felelem, hogy erről elsősorban nem tudok és ebben nem hiszek, mert én is szeretném magam az indítóokokat tudni és így nem is tudok felelni. Feltevésem az, hogy a nyilaskeresztes párttagok közé beszüremlettek más szélsőséges elemek, és más olyan elemek, akik a zűrzavart egyéni haszonlesés szempontjából ki akarták használni. Mindezeket pedig véleményem szerint a németek befolyásolhatták. (…) Azokról a tényekről, amelyeket eljáró rendőrtiszt elembe tárt, miszerint az egyes pártszervezeteimből, mint Szent István krt. 2., Petneházy utca, Rökk Szilárd u., Városház u. 14., Molnár u. stb. zsidókat vittek volna le a Dunához, vagy egyébként köztereken vagy utcákon kivégeztek, vagy esetleg a pártszervezetben megkínoztak, nincsen tudomásom. (…) Meg vagyok arról győződve, hogy amennyire a magyar nép velem együtt megnyugvással vette tudomásul azokat az intézkedéseket, amelyeket a zsidótörvények végrehajtása során hoztak, annyira megdöbbenti és elítéli a magyar nép velem együtt ezeket a kilengéseket, amelyek a zsidókérdés végrehajtása során tényként megállapíthatók.[forrás?]

## A Hungarista Mozgalom története
Szálasi az eszmerendszerét (hungarizmus) valló emberek összességét a „Hungarista Mozgalom” elnevezésű közösségbe tömörítette 1935-től. Ez elsősorban eszmei, bajtársi közösséget jelölt, nem jogi és politikai kategória; világnézeti és nem politikai tömörülés volt.
Természetesen a hungarista világnézetnek van politikai vetülete, s ennek megvalósítása céljából pártot is szervezett Szálasi. A pártjait sorra föloszlatták és betiltották, tagjait internálták. Előbb a horthysta hatóságok, majd az utolsó formációt a szovjetek által ellenőrzött országrészeken az általuk támogatott Ideiglenes Nemzeti Kormány, az 1945. február 26-i rendeletével. Ezek a formációk a következőek voltak:

### 1935–1946
1. Nemzet Akaratának Pártja: (NAP) (1935. március 1. – 1937. április 15.) Vezetője: Szálasi. Föloszlatta a Darányi-kormány, Szálasi első letartóztatása alkalmával.
2. Hungarista Mozgalom (illegalitásban): működött 1937. április 16. – 1937. október 23. Rövidítése: HM. Vezetője: Szálasi.
3. Magyar Nemzeti Szocialista Párt: (MNSZP) (1937. október 24. – 1938. február 21.) Ez a párt a Szálasi vezette hungaristákon kívül tömörítette a vitéz Endre László vezette Fajvédő Szocialista Pártot és még nyolc, kisebb nemzetiszocialista pártot. Vezetőség: Szálasi, gróf Széchenyi Lajos, ifj. Balogh István; később Szálasi-Széchenyi. A Darányi-kormány föloszlatta, valamint az egész pártvezetőséget előzetes letartóztatásba helyezte.
4. Ezután egy hónap illegalitás (HM). Vezetője: Szálasi.
5. Nemzetiszocialista Magyar Párt – Hungarista Mozgalom: (NSZMP – HM) (1938. március 27. – 1939. február 23.) A második Teleki-kormány föloszlatta az 1939-es választások előtt, hogy indulását lehetetlenné tegye- Vezetőség: Szálasi, gróf Széchenyi Lajos, Hubay Kálmán; Szálasi fegyházba kerülése (1938. július 6.) után Hubay.
6. Ezután egy hónap illegalitás (HM). Vezetője: Hubay.
7. Nyilaskeresztes Párt (NYKP) működött 1939. március 15. – 1942. február 23. Vezetője: Hubay (1940. október 7-éig), majd a fegyházból való szabadulása után Szálasi.
8. Nyilaskeresztes Párt – Hungarista Mozgalom: (NYKP-HM) (1942. február 24. – 1944. augusztus 24.) vezetője: Szálasi. A Sztójay-kormány föloszlatta.
9. Hungarista Mozgalom (HM) (illegalitásban, 1944. augusztus 25. – 1944. október 15. között) Vezetője: Szálasi.
10. Nyilaskeresztes Párt – Hungarista Mozgalom: 1944. október 16-ától. A szovjetek uralta területen hivatalos betiltására 1945. február 26-án került sor.
11. Hungarista Mozgalom (illegalitásban és emigrációban, 1945. május 1. – 1946. március 12. között. Vezetője: Szálasi Ferenc.

### Emigrációban
Szálasi kivégzése után az elsősorban az emigrációban tovább élő Hungarista Mozgalom vezetői a következők voltak: Henney Árpád (1946-1980), Tatár Imre (1980-1995) – bár meg kell jegyeznünk, hogy Henney halála után zavarossá vált az utódlás kérdése, többen is a Mozgalom vezetőjének tartották magukat.

### Magyar Nemzeti Arcvonal
Györkös István, a később, 2019-ben rendőrgyilkosságért életfogytiglanra ítélt hungarista állítása szerint Tatár Imre őt bízta meg a Hungarista Mozgalom hazai szervezésével. Győrkös 1989 óta hivatalosan működő MNA 1995-ben, Tatár Imre halála után átvette a Hungarista Mozgalom  kizárólagos vezetését. Eddigre a külföldi Hungarista Mozgalom szórványainak szervezeti, mozgalmi keretei megszűntek a tagság elöregedése, kihalása miatt. 1997-ben, 1998-ban, és 1999-ben látványos megemlékezést szerveztek a Budai Várban, létrehozván a Becsület Napját, mint a katonai hűség és becsület ünnepét. A várból történt kitiltás után ezek helyi megemlékezésekké váltak. 2000-ben a vezetői testület javaslatára megkezdődött a belső tisztulási folyamat, ami eltávolította soraiból az anglomán „bőrfejűeket”, és a „kitartó, nemzetépítő munkára alkalmatlan” egyéneket. Vezetői határozat értelmében a Mozgalom elsődleges feladatává vált a hungarista eszmeiség átdolgozása a XXI. század kihívásaihoz, és az új hungarista elit kinevelése. Győrkös István a lényeges kérdésekre újszerű válaszokat fogalmazott meg. Sokkal élesebb módon ítélte el az atlanticizmust, árnyaltabban a kommunizmust és megalkotta a nemzeti kommunizmus fogalmát. A hivatásrendi társadalomképletet korszerűtlennek minősítette, és átvett tételeket az osztálytársadalmi képletekből. A kapitalizmust és annak minden formáját hasonlóan utasította el, de még az úgynevezett nemzeti kapitalizmust is. Sok más tételt is átformált, és ez egy durva szakadást váltott ki a magukat hungaristáknak vallók köreiben. Ennek következményeként ma Magyarországon három hungarista irányzat létezik, akik között kapcsolati viszony sincs. A megreformált hungarizmust a Magyar Nemzeti Arcvonal képviseli, és ezért a többiek kommunista eszmeiség egyes tételeit magába olvasztó szervezetként kezelik. Sztálinistának, maoistának és polpotistának nevezik a propagandájukban. Saját állításuk szerint ezzel szemben ez egy kor parancsát megértő, a szélsőséges elemektől megszabadult modern hungarizmus.

#### Magyar Jövő Csoport
2004-ben alapította Bácsfi Diána. Az szervezetet aktivitását – plakátolás, gyűlésezés, beszédek tartása – nagy médiaérdeklődés követte. Másfél éves működése alatt a szervezet fő emberei gyakran voltak bíróság előtt és estek ítélet alá többek között garázdaság miatt. A mozgalom vezetőjét viselkedése miatt 2 évre kitiltotta az Eötvös Loránd Tudományegyetem, ahol régészetet, egyiptológiát és filozófiát tanult. 2005 szeptemberében Bácsfi sajtónyilatkozatban hátat fordított a szervezetnek és mozgalmának is. A mozgalom tevékenysége körüli jogi ügyek még 2007-ig tartottak. Bácsfi ekkor már azt mondta, nagyon megbánta tetteit.

#### Pax Hungarica Mozgalom
A mozgalmat 2008-ban alapították. Vezetője Domokos Endre János. Létrejöttének okait – holott már létezik egy magát hungaristának tartó mozgalom -, abban kereshetjük, hogy az MNA a 90-es évek végén eltűnt a nyilvánosság elől, és ez az állapot egészen 2009-ig fennállt. A PHM Magyarország egyetlen hungarista szervezetének tartja magát, mivel véleményük szerint a MNA nem hungarista. Ezt arra alapozzák, hogy a szervezet megváltoztatta az eszme erkölcsi alapját, ezáltal olyan alapvető lényegétől fosztotta meg a hungarizmust, hogy az MNA nem tekinthető hungarista szervezetnek.

## Hungarista jelképek

### A hungarizmus előtti nemzetiszocialista jelképek
A hazánkban elsőként 1930-ban megjelenő, társadalmi bázissal is rendelkező, magukat nemzetiszocialistának valló pártok a horogkeresztet választották jelképnek. Ezek a pártok a hitlerizmus és az NSDAP olcsó magyar másolatai voltak. Rögtön két táborra is szakadtak, ahogy a korabeli pesti vicc is megörökítette: „A nemzeti szocializmus hazánkban is megjelent, de egy 'Adolf' helyett rögtön két 'Zoltánnal'.” Ezen „két Zoltán” egyike Böszörmény Zoltán újságíró volt, aki megalakította a Nemzeti Szocialista Magyar Munkáspárt nevű szerveződést. Jelvénye a vörös alapon, fehér körben elhelyezett zöld színű horogkereszt volt; rohamosztagosai barna inget viseltek. Elsősorban az 1929-ben kezdődő gazdasági világválságban egzisztenciálisan tönkrement, alföldi agrárproletariátus köréből toborozta híveit.

Hungarista zászló: Zöld nyilaskereszt, benne fehér H betű. A jelkép önkényuralmi jelképnek minősül Magyarországon

1932-ben Meskó Zoltán nyugalmazott katonatiszt, kisgazdapárti képviselő bejelentette kilépését a pártjából, s egyúttal bejelentette a Magyar Nemzeti Szocialista Földműves- és Munkáspárt megalakítását. A teatralitást és komolytalanságot mi sem jelezte jobban, mint hogy erre az alkalomra Hitler-bajuszt növesztett, entente-szíjt csatolt föl, és szintén zöld horogkereszttel díszített karszalagot húzott föl. A különbség csupán annyi volt, hogy barna helyett, zöld inget választott mozgalmi egyenruhának. Meskó sem tudott országos szinten kiépült nemzetiszocialista mozgalmat szervezni: elsősorban saját választókerületében, Zalában és környékén (Délnyugat-Dunántúl) tudott magának szimpatizánsokat szerezni.
Keresztes-Fischer Ferenc m. kir. belügyminiszter a 145000/1933. számú BM (1933. 09. 06.) rendelettel betiltotta a horogkereszt bárminemű használatát magyar állampolgárok részéről, arra hivatkozva, hogy ez idegen állam (Német Birodalom) felségjelzése lett. Ezután Böszörmény pártjának jelképe a zöld kaszáskereszt, Meskó pártjának jelképe pedig a zöld nyilaskereszt lett. A kaszáskereszt a Böszörmény-féle mozgalom agrárius jellegére utalt, a nyilaskereszt pedig Szent László hadi jelvényének fölújítása volt. Ezután terjedt el a „kaszások”, ill. „nyilasok” kifejezés.

### A hungarista pártok jelképei
Szálasi első hungarista pártja, a NAP (lásd följebb) nem használta egyik jelvényt sem. Ő az általa Hungária Egyesült Földek néven illetett Bosznia-Hercegovina területét is magába foglaló „Nagy-Magyarország” szimbólumának választott rovásjelképet használta. Ez a rovásjelkép a „HIT” szó betűjeleit tartalmazta. Ezzel is jelképezni akarta Szálasi, hogy az ő hungarizmusa nem a német hitlerizmus egyszerű kópiája, hanem önálló, sajátosan magyar nemzetiszocializmus, mely lényeges pontokban is eltér a hitlerizmustól és – az általa is nevetségesnek ítélt – magyar kópiáitól.

Hungarista / nemzeti szocialista zászló: bal oldalon zöld nyilaskereszt, benne fehér H betű, csúcsára állított fehér négyszögben, vörös háttérrel; a jobb oldalon öt vörös és négy fehér sáv váltja egymást

Későbbi pártjai már a zöld nyilaskeresztet használták, azzal a kiegészítéssel, hogy a hungarizmusra utaló fehér „H” betűt illesztettek a kereszt szárainak találkozásába. A hungarista pártok zászlaja, karszalagja is ilyenformán különbözött a többi, nemzetiszocialista pártkezdeménytől: a magyar jelleget jobban kihangsúlyozó vörös-fehér sávokat illesztettek a zászlóra (mely a nyolcszor vörössel és ezüsttel vágott magyar címerrel ellentétben kilenc sávot – öt piros, négy fehér – tartalmazott) úgy, hogy a zászlórúd felé eső harmadában vörös négyzet alapon, 45°-kal elforgatott fehér négyzetben állt a zöld, „H” betűvel ékesített nyilaskereszt. Ez az elrendezés utalt a középkori zászlóhasználatra. Az új típusú – kilenc sávos – „Árpád-sáv” a mozgalom szándéka szerint megújítandó magyarság öt – egymást feltételező – társadalmi csoportját (a nemzettartó paraszt, a nemzetépítő munkás, a nemzetvezető értelmiség, a nemzetmegtartó nő-gyermek-ifjúság, a nemzetvédő fegyveres erők) jelképezte (öt vörös sáv), amelyet a hungarizmus erkölcsi (kereszténység), szellemi (nacionalizmus) és anyagi (szocializmus) alapjai, valamint a magyar nemzetet és a Kárpát-Duna Nagyhazát alkotó népszemélyiségek (magyarság, szlovákság, ruszinság, románság, németség, szerbség) összefogó konnacionalizmusa tartanak össze (négy fehér sáv). Ez eltér a – magyar címerben is megtalálható – hagyományostól, mely nyolc sávos, s jelképiségében (Turul-Árpád-ház; Krisztus átszúrt oldalából föltörő vér és víz – szentségek; négy folyó – Duna, Tisza, Dráva, Száva; stb.) is mást fejez ki.

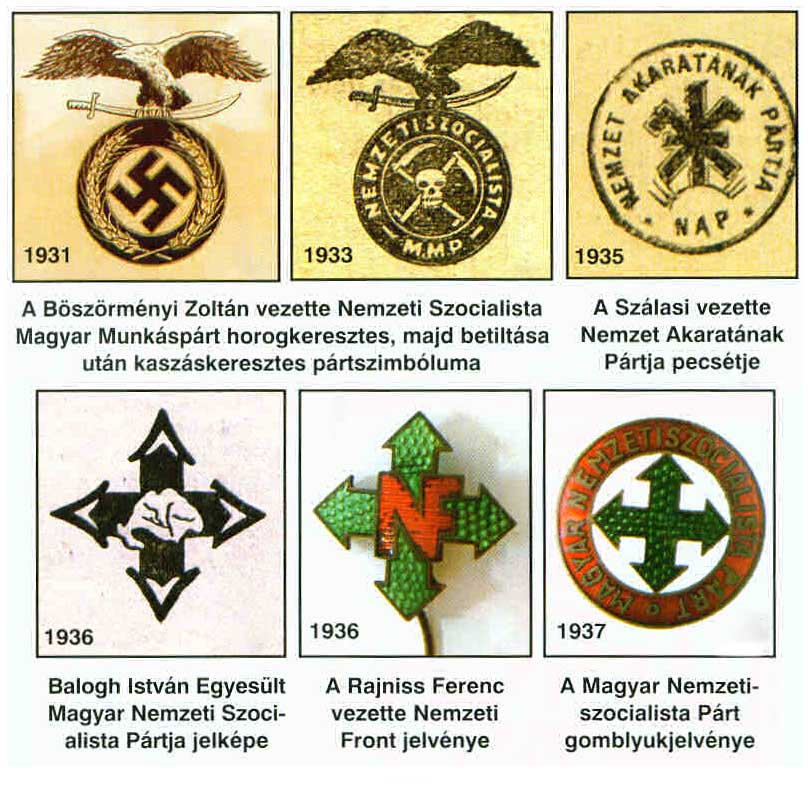
Nyilas logók

A „zöld ing” is átvételre került, amelyet később kiegészítettek fekete zubbonnyal, lovaglónadrággal és csizmával (ill. birgerlivel), fekete nyakkendővel, fekete sísapkával (nyilas sapkarózsával) és antant-szíjjal.
A hungarizmus – hangsúlyozandó a népi, osztályokon fölülemelkedő összetartozást – minden tagja egymást a „testvér” megjelöléssel illette. A hungarista köszönés az ún. „római köszöntés” (amelyet az olasz fasizmustól a német hitlerizmus és számos egyéb nemzetiszocialista szerveződés is átvett) volt (rézsútosan fölemelt jobb kéz), melyhez társult a hungarista csatakiáltás és válasz: „Kitartás! Éljen Szálasi!” Szálasinak az 1938-as fegyházba hurcolása előtt a „Bátorság!” köszöntést használták.
A mozgalomnak a hivatalos indulója volt az Ébredj, magyar!, melynek zenéjét Sámy Zoltán szerezte, szövegét Uy Károly és Bitskey Miklós írták. A munkástagozat népszerű indulója volt a Testvér, elég a szolgaságból! kezdetű ének. Ez a hungarista hatalomátvétel után mint Hungarista Győzelmi Induló lett ismert. Ekkor írták át a második sorában a „lerázzuk” szót „leráztuk”-ra, mert szerintük a „feudálkapitalista” rendszert Magyarországon a hungarizmus döntötte meg. Zenéjét Sámy Zoltán szerezte, szövegírója nem ismert.